# Фана ІЛ
Фана ІЛ (норв. Fana Idrettslag) — найбільший мультиспортивний клуб району Фана міста Берген, Норвегія. Має кілька секцій, з яких футбол є найбільшим. Клуб був заснован 3 березня 1920 року в Стенді, Берген.

## Футбол
Перша чоловіча команда грає в третій лізі (четвертий дивізіон норвезької системи футбольних ліг), після того, як у 2017 році залишила другу лігу (3-й дивізіон). У 1990-х роках клуб грав у першій лізі (2-й дивізіон) норвезького чемпіонату. 

## Українські гравці
У 2022 році гравцем клубу став Євген Мартиненко.